# Styx River (Chandler River)
The Styx River ist ein Fluss im Nordosten des australischen Bundesstaates New South Wales.

## Geographie
Der Fluss entspringt in der Snowy Range, einem Teil der Great Dividing Range am Ostabbruch des nördlichen Tafellandes von New South Wales. Die Quelle liegt in der Nähe der Kleinstadt Ebor.
Der Styx River verläuft nach Südwesten entlang der Westhänge der Cunnawarra Range und unter der Verbindungsstraße Kempsey-Armidale hindurch. Von dort aus fließt er in den Oxley-Wild-Rivers-Nationalpark und fällt in eine tiefe Schlucht, wo er in den Chandler River mündet.

### Nebenflüsse mit Mündungshöhen
Er hat folgende Nebenflüsse:
- Serpentine Creek – 1067 m
- Jeogla Creek – 346 m